# Різанина в Буковині
Різанина в Буковині — злочини, вчинені в 1943 році Українською Допоміжною Поліцією проти польських мешканців села Буковини та карні злочини партизанського загону Армії Крайової, вчинені проти українців, які проживали там.

## Напад поліції
За даними Й. Естрайха, у 1943 р. відбувся напад відділу української допоміжної поліції на село Буковина Білгорайського повіту, під час якого було вбито кількох поляків.

## Напад Армії Крайової
Після вигнання польських мешканців Буковини нацистами їхні господарства зайняли привезені окупаційною владою українці. 26 липня 1943 року партизанський загін НОВ-АК «Ойча Ян» напав на село. Тоді було спалено 31 господарство, яке спочатку належало полякам і населене українцями, загинуло приблизно 10 з них і серйозно поранені ще семеро. Це був перший випадок нападу на мирне українське населення Замойського краю, під час якого напали на більшу групу.

## Виноски
1. 1 2  Мотика, Ґжеґож (1999). Tak było w Bieszczadach. Warszawa: Volumen. с. 172. ISBN 83-7233-065-4. Процитовано 4 вересня 2024. [ангажоване джерело]